# Ван Римсдейк, Херман Клаудиус
Херман Клаудиус ван Римсдейк (нидерл. Herman Claudius van Riemsdijk; род. 28 августа 1948, Тил) — бразильский, шахматист, международный мастер (1978), международный судья (1981).
Чемпион Бразилии (1970, 1973 и 1988). В составе сборной Бразилии участник 11-и Олимпиад (1972—1974, 1978—1984, 1988—1994, 1998). Участники 2-х межзональных турниров (1979 и 1990).